# 比尔桑 (伊泽尔省)
比尔桑（法語：Burcin，法語發音：[byʁsɛ̃]）是法国伊泽尔省的一个市镇，属于拉图尔迪潘区。

## 地理
比尔桑（45°25'53"N, 5°26'15"E）面积6.69 平方千米，位于法国奥弗涅-罗讷-阿尔卑斯大区伊泽尔省，该省份为法国东南部内陆省份，北起顺时针与安省、萨瓦省、上阿尔卑斯省、德龙省、阿尔代什省、卢瓦尔省和罗讷省。
与比尔桑接壤的市镇（或旧市镇、城区）包括：沙邦、科隆布、奥约、瓦勒德维里约。

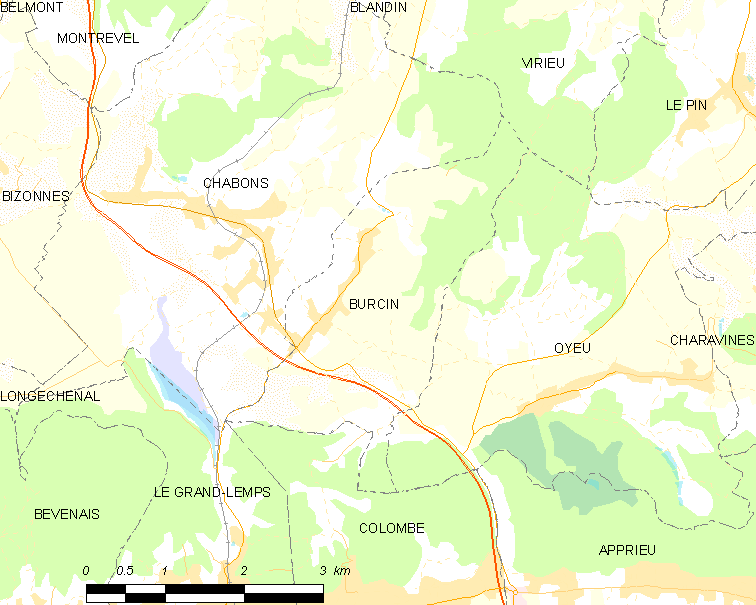
的OSM定位图

比尔桑的时区为UTC+01:00、UTC+02:00（夏令时）。

## 行政
比尔桑的邮政编码为38690，INSEE市镇编码为38063。

## 政治
比尔桑所属的省级选区为大朗斯县。

## 人口

1962-2008年间人口变化图示

比尔桑于2022年1月1日时的人口数量为439人。